# Tolnay Klári

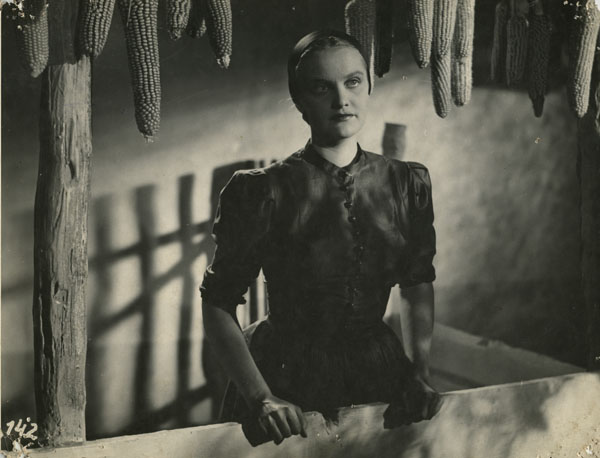
Az 1939-es Tiszavirág című filmben (a fénykép 1938-ban készült)

Tolnay Klári (születési neve: Tolnay Rozália) (Budapest, 1914. július 17. – Budapest, 1998. október 27.) kétszeres Kossuth-díjas magyar színésznő, érdemes és kiváló művész, a Halhatatlanok Társulatának örökös tagja. Első férje Ráthonyi Ákos rendező, második férje Darvas Iván Kossuth-díjas színművész volt.

## Élete
Szülei dunaszentgyörgyi Tolnay István földbirtokos és Siess Eleonóra voltak, két évvel idősebb bátyja, György hivatásos katonatiszt lett. Bár Tolnay Klári a fővárosban született, a Nógrád vármegyei Mohora faluban töltötte gyermekkorát a család középbirtokán. Elemi iskoláit is ott végezte, majd Balassagyarmaton bejáró diák volt a polgáriban. Két évet a nyíregyházi angolkisasszonyoknál tanult, majd Debrecenben érettségizett felsőkereskedelmi iskolában.

### Pályája
Gyerekkorától kezdve énekelt és zenélt, majd rokona, Bókay János szerkesztő bátorítására meghallgatásokon vett részt Rajnai Gábornál, Heltai Jenőnél és Hevesi Sándornál. Kezdeti – erős palóc tájszólása miatti – kudarcok után Gaál Béla filmrendező karolta fel, és így filmszínészként indult karrierje a Hunnia Filmgyárban. Első nagyobb szerepét a sikeres Meseautóban kapta, ezután vették át 1934-ben a Vígszínházba. Eleinte naiva szerepeket osztottak rá. Egészen 1946-ig a társulat tagja volt, ekkor két évet a Művész Színháznál töltött, majd 1948–49-ben visszatért a Vígszínházba, ezúttal társigazgatóként Somló István és Benkő Gyula mellett, akiket Révai József miniszter rendeletére neveztek ki Jób Dániel helyére.

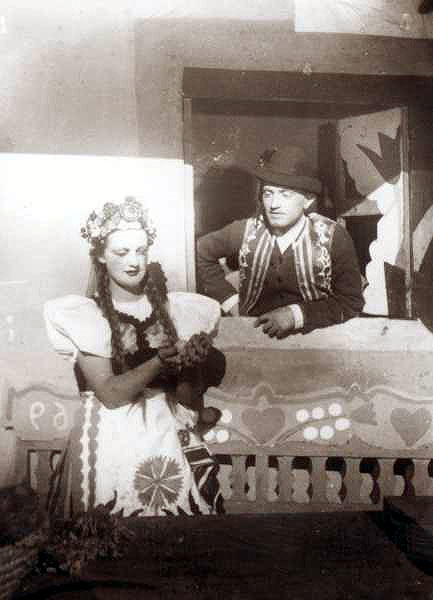
Tamási Áron: Énekes madár (1935). Tolnay Klári (Gondos Magdolna), Egri István (Kömény Móka)

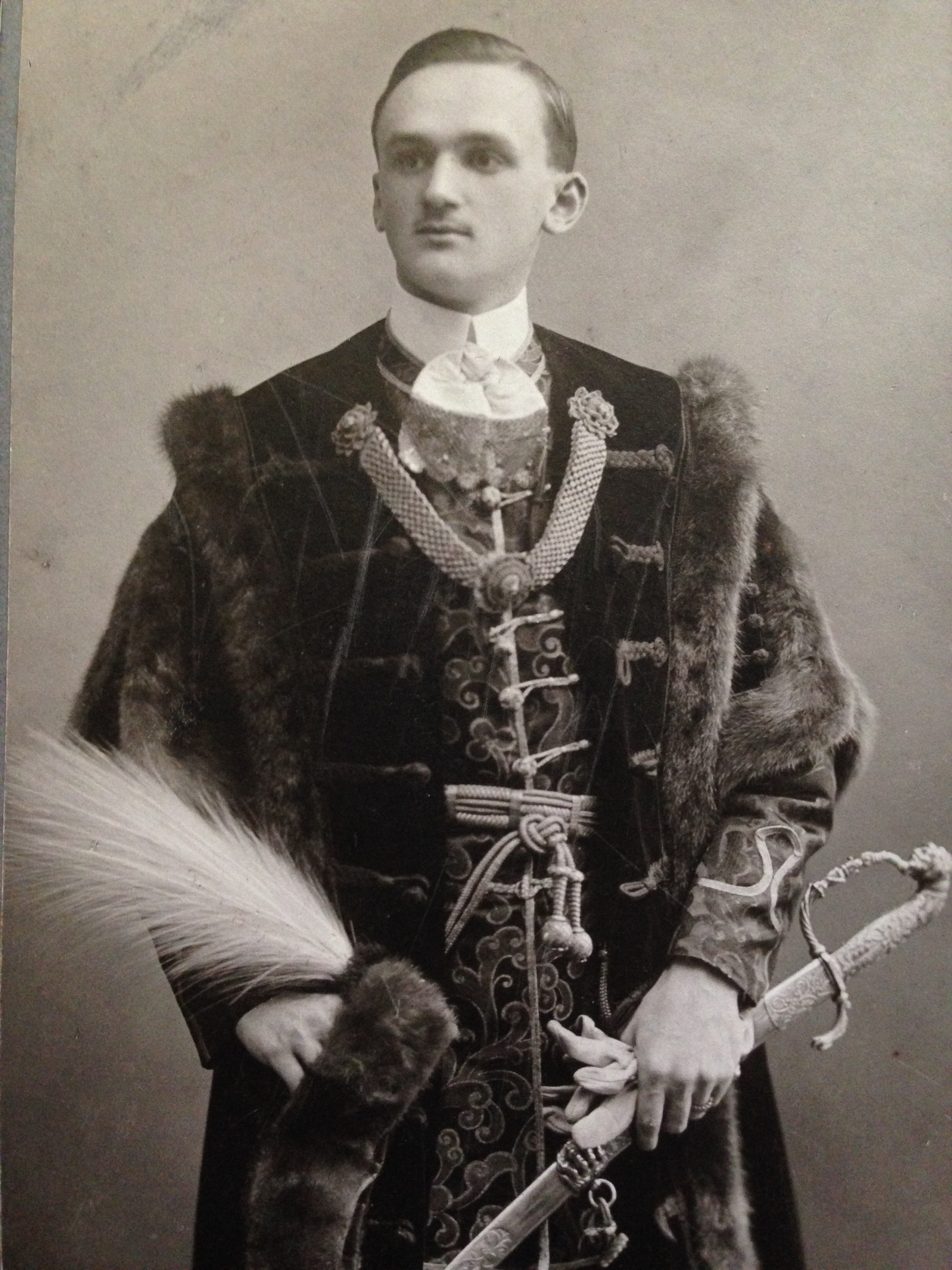
Édesapja dunaszentgyörgyi Tolnay István díszmagyarban. A mohorai Tolnay Klári Emlékház gyűjteményéből

1950-től haláláig a Madách Színházban szerepelt, a kilencvenes években másodvirágzását élte karrierje. Gyakran foglalkoztatott szinkronszínész is volt, a nyolcvanas-kilencvenes években számtalan idősebb nőalakot formált meg.

### Magánélete
1936. szeptember 26-án Budapesten, a Terézvárosban feleségül ment Ráthonyi Ákos rendezőhöz. Lányuk, Ráthonyi Zsuzsanna 1940-ben született, 2007-ben hunyt el. Második gyermekük fiú lett volna, de egy bombatámadás miatt idő előtt megindult a szülés, és a Mátrában a gyermeket nem lehetett megmenteni. 1938-1944 között egy rózsadombi villában éltek.
A második világháborút követően férje emigrált, lánya pedig 1956-ban követte, miután Tolnay Klári Münnich Ferencnél tett személyes közbenjárására kapott a forradalom leverése után kivándorló vízumot. Bécsben telepedett le, ahol televíziós szerkesztőként dolgozott.
Mészöly Dezső Lyukasóra című tévéműsorában 1993-ban vallott a művésznő először Márai Sándorhoz fűződő titkos viszonyáról. 1945-ben mutatta be a Vígszínház Márai Varázs című darabját, amelynek kapcsán megismerkedett személyesen is az íróval. Kettejük kapcsolata olyannyira titkos volt, hogy Márai az Ismeretlen kínai költő elnevezés mögé bújt, aki mögött egy jelentéktelen kínai poétát tételeztek fel, aki a nagy bokszerlázadás idején a fővárostól távol tengette sanyarú napjait, mert az irodalmi életből feltehetően politikai ellenfelei és irodalmi vetélytársai száműzték. Személyes hangú verseit egy távollévő, ismeretlen nevű volt császári táncosnőhöz (Tolnayhoz) írta, akiről is mindenfélét találgattak.
Részlet Márai titkos leveleiből: „Kedd. Ajánlanám a következőket: szerdán, ha nem lesz rossz az idő, 1 h-kor várom a híd budai kijáratánál. Ha esik, akkor a pesti oldalon várom, ugyanabban az időben, az Országház kávéház előtt. Ha szerda valamilyen okból nem jó, akkor pénteken várom, ugyanez időben, ugyanígy: jó időben Budán, esőben Pesten. – Mindenesetre várom szerdán, s ha nem jön, akkor pénteken. Jó lesz így? Kezit, lábát csókolom.”
Tolnay a Művész Színházban ismerkedett meg Darvas Ivánnal, akivel össze is házasodott, de 1958-ban férje börtönbüntetése alatt elváltak. Színpadi sikerei mellett számos filmben is szerepelt. 1995-ben kizárólag az ő személyére építve készített forgatókönyvet és rendezett Lebár József animációs rendező Ajánlás címmel.
1998 őszén a Nemzeti Színházban Szabó Magda: Régimódi történet című darabjában próbált, készült a szerepre. 1998. október 27-én otthonában, csendesen, álmában távozott az élők sorából.
Utolsó éveiben Budapest V. kerületében, a Fejér György utcában élt.

## Fontosabb színpadi szerepei
- Deval: A francia szobalány (Francoise)
- Pirandello: Hat szerep keres egy szerzőt (Mostohalány)
- Dosztojevszkij: Bűn és bűnhődés (Szonya)
- Sartre: Tisztességtudó utcalány (Lizzie)
- Shakespeare: Rómeó és Júlia (Júlia)
- Molnár Ferenc: Liliom (Julika)
- Csehov: Cseresznyéskert (Jelena Andrejevna)
- A. Miller: Pillantás a hídról (Beatrice)
- T. Williams: A vágy villamosa (Blanchet)
- Molnár Ferenc: A hattyú (Alexandra)
- Gorkij: Éjjeli menedékhely (Natasa)
- Csehov: Három nővér (Irina)
- E. Albee: Nem félünk a farkastól (Martha)
- Kilty: Kedves hazug (Mrs. P. Cambell)
- Örkény István: Macskajáték (Giza)
- Arbuzov: Kései találkozás (Nő)
- Higins: Maude és Harold (Maude)
- Thomson: Aranytó (Ethel Thayer)
- Wilder: A mi kis városunk (Mrs.Gibbs)
- Hubay Miklós: Ők tudják, mi a szerelem (Estella)
- Henrik Ibsen: Nóra (Nóra)
- Csiky Gergely: A nagymama (Szerémi grófné)

## Filmjei
- Hacsek és Sajó – A két ültetvényes (rövid játékfilm) (1934) – pincérlány
- Az új rokon (1934) – Kenyereslány
- Meseautó (1934) – Sári
- Lila akác (1934)
- Az okos mama (1935) – Erzsike, Tabódy lánya
- Légy jó mindhalálig (1936) – Bella, Viola húga
- Tisztelet a kivételnek (1937) – Vera, Kántorék lánya
- Az én lányom nem olyan (1937) – Gitta, Hubay Péter lánya
- A kölcsönkért kastély (1937) – Mary, Gruber lánya
- Magdát kicsapják (1937-1938) – Makray Erzsébet tanárnő
- Döntő pillanat (1938) – Éva, Bálint Gábor felesége
- Azurexpressz (1938) – Teri
- A hölgy egy kissé bogaras (1938) – Takács Klári / Bimbi
- Gyimesi vadvirág (1938) – Magdolna, Palánka felesége
- Bors István (1938-1939) – Ilonka
- Tiszavirág (1939) – Aracsiné
- Toprini nász (1939) – A gróf felesége
- Hat hét boldogság (1939) – Éva, Bozsó lánya
- A nőnek mindig sikerül (Margithídi kaland) (1939) – Mester Laura
- Zavaros éjszaka (1940) – Buday Klári
- Erzsébet királyné (1940) – Latkóczy Ida
- Tóparti látomás (1940) – Balázs Anna
- Vissza az úton (1940)- Anni, kenyereslány
- A szerelem nem szégyen (1940) – Suzanne, francia nevelőnő
- Egy csók és más semmi (1941) – Nadányiné
- Havasi napsütés (1941) – Fifi, a vezérigazgató lánya
- Néma kolostor (1941)- Betti, masamódlány
- Három csengő (1941) – Anna, szobalány
- Az ördög nem alszik (1941) – Éva
- Gentryfészek (1941) – Kovács Zsuzsi
- Kádár kontra Kerekes (1941) – Kádár Erzsi ügyvéd
- Férfihűség (1942) – Maya, francia orvosnő
- Keresztúton (1942) – Attovay Edit
- Pista tekintetes úr (1942) – Rolla, Horváth lánya
- Katyi (1942) – Varga Kató / Katyi
- Szerencsés flótás (1943) – Klári
- Palócvirág (rövid játékfilm) (1943) – Katyi
- Féltékenység (1943) – Eszter
- Menekülő ember (1943) – Klára / Marianne
- Rákóczi nótája (1943) – Koltai Krisztina
- Ágrólszakadt úrilány (1943) – Jánossy Éva
- Idegen utakon (1944) – Máté Judit
- XIV. René (1946) – befejezetlen film
- Beszterce ostroma (1947-1948) – Apolka
- Tűz (1948) – Asztalos Mária
- Egy asszony elindul (1949) – Bangháné, Ilonka
- Déryné (1951) – Déryné
- Rokonok (1954) – Lina, Kopjássné
- Mese a 12 találatról (1956) – dr. Bartháné, patikusnő
- Ünnepi vacsora (1956) – Márta
- A tettes ismeretlen (1957) – Miklósiné Zsófi
- Dani (1957) – Aranka
- Micsoda éjszaka! (1958) – Karsai Klára
- Akiket a pacsirta elkísér (1959) – Csiszérné
- Fűre lépni szabad (1960) – Anna, Kéri felesége
- Virrad (1960) – Elza, Szabó felesége
- Mindenki ártatlan? (1961)
- Nem ér a nevem (1961) – Bende Etelka, jegypénztárosnő
- Angyalok földje (1962) – Miklós anyja
- Fagyosszentek (1962) – Gyepes felesége
- Pacsirta (1963) – Tóni, Vajkayné
- Fáklyaláng (1963) (tévéfilm) – Kossuth felesége
- Hogy állunk, fiatalember? (1963) – Bálintné
- Ezer év (1963) – Bencsikné
- Ők tudják, mi a szerelem (1964) (tévéfilm) – Estelle Debouf Fournier
- Apa (1966) – Anya
- Utószezon (1966) – Szilágyiné
- A koppányi aga testamentuma (1967) – Babocsai Gáspárné
- Az özvegy és a százados (1967) – özvegy Holló Józsefné
- Ninocska, avagy azok az átkozott férfiak (1967) – gyászoló asszony/feleség
- Családi tűzhely (1968) (tévéfilm) – Pertics Jenőné
- Elsietett házasság (1968) – özvegy Komáromi Gézáné
- Ismerkedők – Rutinműtét (1969)
- Hatholdas rózsakert (1970) – Ilka néni
- Szemtől szemben (1970) – Sajbánné]
- Szerelmi álmok – Liszt (1970) – Kozima, Liszt leánya
- A Danaida (1971) (tévéfilm) – Nóra
- Reménykedők (1971) – Endrényiné, Emmi
- Jó estét nyár, jó estét szerelem (1972) – Juhászné
- Volt egyszer egy család (1972) – Bujták grófnő
- Asszony a viharban (1974) (tévéfilm) – Sudárné
- Hogyan viseljük el szerelmi bánatunkat?!… (1975) (tévéfilm)
- Ballagó idő (1976) – Nagymama
- Fekete gyémántok (1976) – Theudelinda grófnő
- Mélosz pusztulása (1976) (tévéfilm)
- Magyar népmesék a Zöld Péter című része (1977) (rajzfilmsorozat) – Mesélő
- A miniszterelnök (1978) (tévéfilm)
- Drága kisfiam (1978) – Anya
- Legato (1978) – Zarkóczy Rózsika
- Nem élhetek muzsikaszó nélkül (1978) – Zsani néni
- Földünk és vidéke (1978) (tévéfilm)
- Kojak Budapesten (1980) – Szalánczyné
- Róza néni elintézi (1982 (tévéfilm) – Róza néni
- Humorista a mennyországban (1982 tévéfilm)
- A csoda vége (1983) – Bözsi
- Ők tudják, mi a szerelem (1983) (tévéfilm) – Estella
- Reumavalcer (1983) (tévéfilm)
- A vörös grófnő (1984) – Geraldin, Károlyi nevelőanyja
- Bevégezetlen ragozás (1985) (tévéfilm)
- A bunker (1986) (tévéfilm)
- A Jávor (1987) (archív filmfelvétel)
- Vili, a veréb (1989) – Verbéna, hang

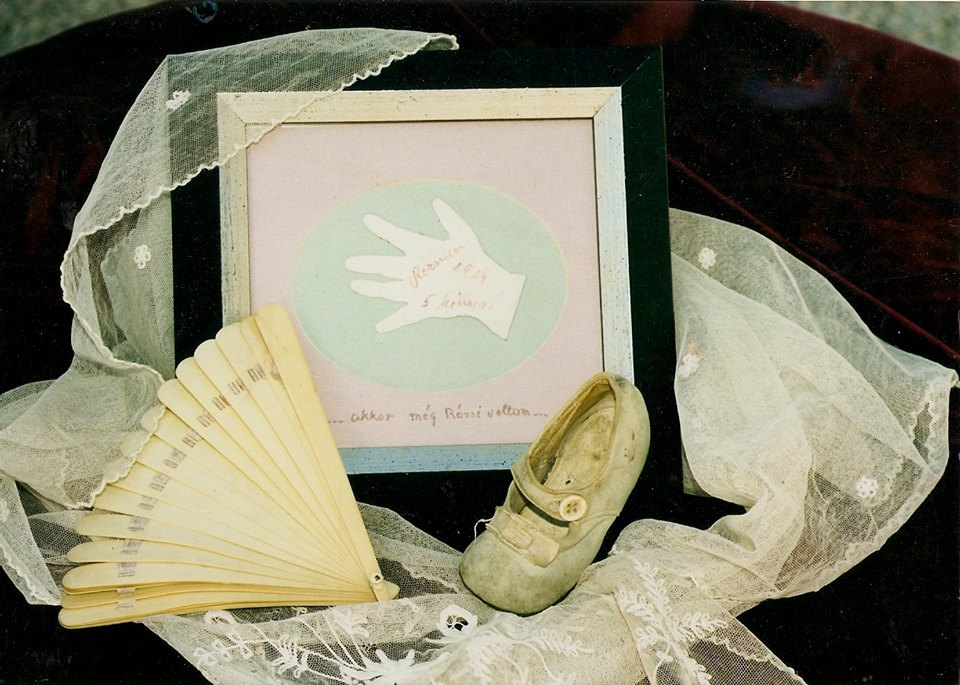

- Film (1991) (tévéfilm)
- Drága kisfiam (1994)
- Ajánlás (1995) – animációs film

## Szinkronszerepei

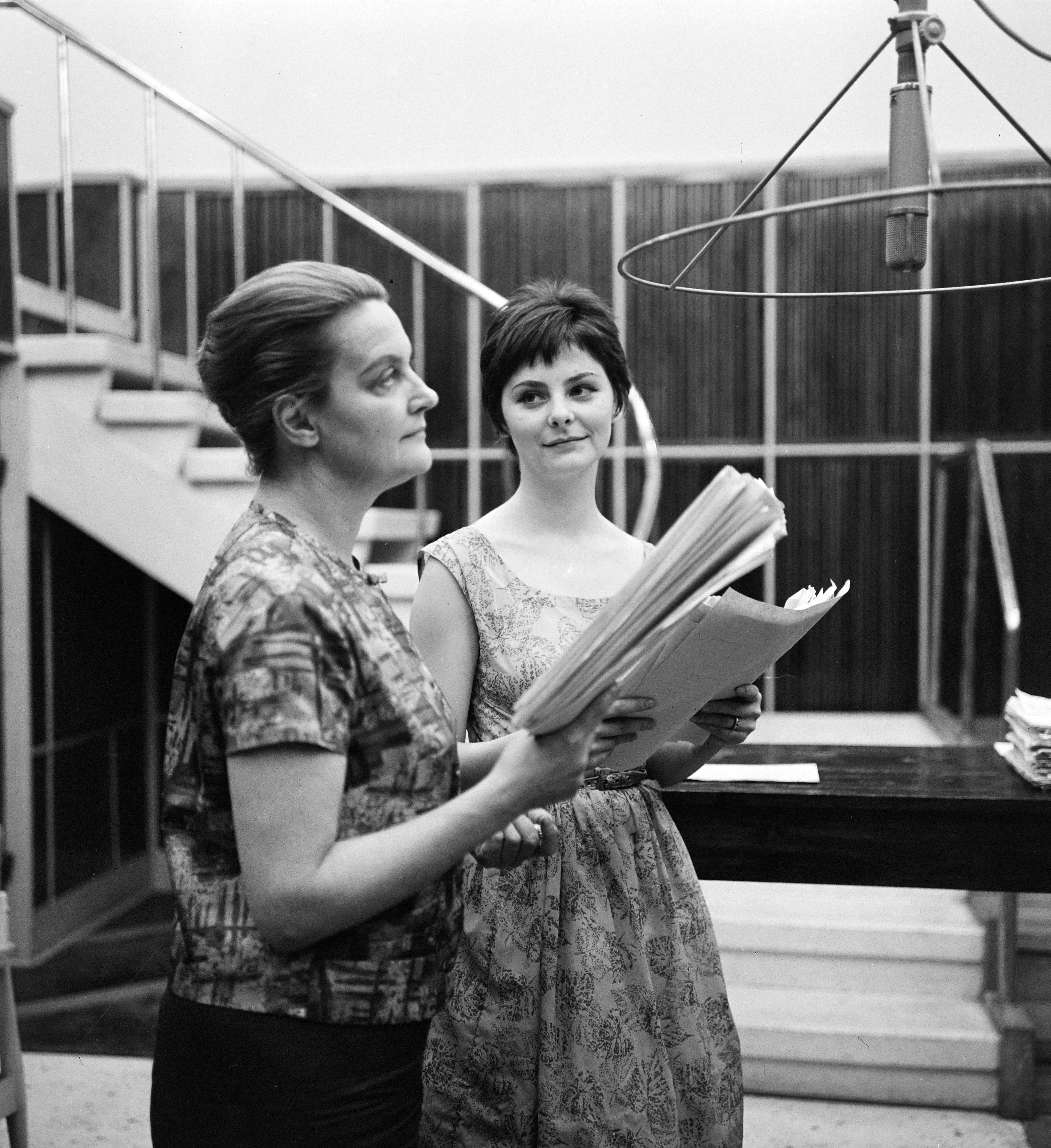
Tolnay Klári és Béres Ilona 1963-ban

### Film
- Robin Hood kalandjai (The Adventures of Robin Hood, 1938) .... Bess (Una O'Connor)
- Óz, a csodák csodája (The Wizard of Oz, 1939) .... Em néni (Clara Blandick)
- Bambi (Bambi, 1942) .... Bambi mamája
- Akiért a harang szól (For Whom the Bell Tolls, 1943) .... Pilar (Katína Paxinú)
- Kék rapszódia (Rhapsody in Blue, 1945) .... Rose Gershwin (Rosemary DeCamp)
- Egy életen át (Selskaya uchitelnitsa, 1947) .... Varvara Vasziljevna (Vera Maretskaya)
- Hamupipőke (Cinderella, 1950) .... Tündér
- Titkos megbízatás (Sekretnaya missiya, 1950) .... Marta Shirke (Yelena Kuzmina)
- Van hazájuk (U nikh yest rodina, 1950) .... Szmajda nevelőnő (Lidiya Smirnova)
- Főutca (Calle Mayor, 1956) .... Isabel (Betsy Blair)
- Hétköznapi tragédia (Il ferroviere, 1956)
- Patkányfogó (Gervaise, 1956) .... Virginie (Sizy Delair)
- A nap vége (Smultronstället, 1957) .... Borgné, Isak édesanyja (Naima Wifstrand)
- Gigi (Gigi, 1958) .... Nagyi (Hermione Gingold)
- Ballada a katonáról (Ballada o soldate, 1959) .... Aljosa anyja (Antonina Maksimova)
- Csipkerózsika (Sleeping Beauty, 1959) .... Flóra
- Az édes élet (La dolce vita, 1960) .... Lady Rodd, angol médium (Rosemary Rennel Rodd)
- 101 kiskutya (One Hundred and One Dalmatians, 1961) .... Nanny
- Az utolsó ítélet (Il Giudizio universale, 1961) .... A paradicsomdobáló gyermek anyja (Marisa Merlini)
- Végzetes rágalom (The Children's Hour, 1961)
- Az igazak álma (Der Schlaf der Gerechten, 1962) .... Margarete Walker (Hilde Krahl)
- Mi történt Baby Jane-nel? (Whatever happened to Baby Jane ?, 1962) .... Baby Jane Hudson (Bette Davis)
- Pillantás a hídról (Vu du pont, 1962) .... Beatrice Carbone (Maureen Stapleton)
- Szerencse a szerelemben (Comment réussir en amour, 1962) .... Edmée Rondeau, Sophie anyja (Jacqueline Maillan)
- A tárgyalás (Term of Trial, 1962) .... Anna (Simone Signoret)
- 8 és 1/2 (8½, 1963) .... Madeleine, a francia színésznő (Madeleine LeBeau)
- Germinal (Germinal) (1963) .... Maheude (Lea Padovani)
- A makacs lány (Upryamaya devchonka) [1963] .... Jelena Ignatyevna (Mariya Mironova)
- Zorba, a görög (Alexis Zorbas) [1964] .... Madame Hortense (Lila Kedrova)
- Bolondok hajója (Ship of Fools) [1965] .... Condesa (Simone Signoret)
- Júlia és a szellemek (Giulietta degli spiriti) [1965] .... Dolores (Silvana Jachino)
- A ravaszdi leányzó és az IBUSZ vendégek [1967]
- Az ingaóra (Das Pendel) [1967] .... Mira (Ursula von Reibnitz)
- Találd ki, ki jön ma vacsorára (Guess Who's Coming to Dinner) [1967] .... Christina Drayton (Katharine Hepburn)
- Vihar délen (Hurry sundown) [1967] .... Rose Scott (Beah Richards)
- Az oroszlán télen (The Lion in Winter) [1968] .... Aquitániai Eleonóra (Katharine Hepburn)
- A születésnap (The Birthday Party) [1968]
- Egybenyíló szobák (Connecting Rooms) [1970] .... Wanda Fleming (Bette Davis)
- Családi élet (Family Life) [1971] .... Mrs. Baildon (Grace Cave)
- A macska (Le chat) [1971] .... Clémence Bouin (Simone Signoret)
- Olasz kártyajáték (Lo scopone scientifico) [1972] .... A milliomosnő (Bette Davis)
- Csak semmi szexet, kérem, angolok vagyunk (No Sex Please: We're British) [1973] .... Bertha Hunter (Beryl Reid)
- Kényes egyensúly (A Delicate Balance) [1973] .... Agnes (Katharine Hepburn)
- Keresek egy embert (Ishchu cheloveka) [1973] .... Valentyina Dmitrijevna (Rimma Manukovskaya)
- A királynő nehéz napja (Rude journée pour la reine) [1973] .... Jeanne (Simone Signoret)
- Dundiorr és társai (Dunderklumpen!) [1974]
- Hószakadás (Hószakadás) [1974] .... Mama (Maria Markovicova)
- Nyárutó (Pozdní léto) [1974] .... Nagymama (Dana Medrická)
- Cogburn, a békebíró (Rooster Cogburn) [1975] .... Eula (Katharine Hepburn)
- Ez a kedves Viktor (Ce cher Victor) [1975] .... Anne (Alida Valli)
- Ezt nem tanultuk (Eto my ne prokhodili) [1975] .... Nagyeszda Alekszandrovna (Tatyana Pelttser)
- Lloyd George járt minálunk (Lloyd George Knew My Father) [1975] .... Lady Sheila Boothroyd (Celia Johnson)
- Neveletlenek (Conduct unbecoming) [1975] .... Mrs. Strang (Helen Cherry)
- Az ártatlan (L'innocente) [1976]
- Macska a forró bádogtetőn (Cat on a Hot Tin Roof) [1976] .... Nagymami (Maureen Stapleton)
- Előttem az élet (La vie devant soi) [1977] .... Madame Rosa (Simone Signoret)
- A szökés (Die Flucht) [1977]
- Csak egy dzsigoló (Schöner Gigolo, armer Gigolo) [1978] .... Semering bárónő (Marlene Dietrich)
- Halál a Níluson (Death on the Nile) [1978] .... Salome Otterbourne (Angela Lansbury)
- Pünkösdi kirándulás (Der Pfingstausflug) [1978] .... Margarete Johannsen (Elisabeth Bergner)
- Rómeó és Júlia (Romeo & Juliet) [1978] .... Dajka (Celia Johnson)
- A bajnok (The Champ) [1979] .... Dolly Kenyon (Joan Blondell)
- Idegenek (Strangers: The Story of a Mother and Daughter) [1979] .... Lucy Mason (Bette Davis)
- IV. Henrik (Henry IV) [1979] .... Sürge asszony (Brenda Bruce)
- Az aranytó (On Golden Pond) [1981] .... Ethel Thayer (Katharine Hepburn)
- A vasember (Czlowiek z zelaza) [1981] .... Hulewicz mama (Irena Byrska)
- Az egyiptomi utas (L' étoile du Nord) [1982] .... Mme Louise Baron (Simone Signoret)
- Rejtély az Antillákon (A Caribbean Mystery) [1983] .... Miss Jane Marple (Helen Hayes)
- Egy céltudatos asszony (A Woman of Substance) [1984] .... Emma Harte idősen (Deborah Kerr)
- Angyalok dühe (Rage of Angels: The Story Continues) [1986] .... Marchesa Allabrandi (Angela Lansbury)
- Őrizd az álmot! (Hold the Dream) [1986] .... Emma Harte (Deborah Kerr)
- Call girl ötszázért (Nuts) [1987] .... Rose Kirk (Maureen Stapleton)
- Idegen az ágyamban (Stranger in My Bed) [1987] .... Shirley Hunter (Anya) (Allyn Ann McLerie)
- Ikrek (Twins) [1988] .... Mary Ann Benedict (Bonnie Bartlett)
- Drága papa (Dad) [1989] .... Bette Tremont (Olympia Dukakis)
- Az élet nélküle (Those She Left Behind) [1989] .... Margaret Page (Colleen Dewhurst)
- Miss Daisy sofőrje (Driving Miss Daisy) [1989] .... Daisy Werthan (Jessica Tandy)
- Miss Marple történetei 10.: Rejtély az Antillákon (A Caribbean Mystery) [1989] .... Miss Jane Marple (Joan Hickson)
- Nicsak, ki beszél! (Look Who's Talking) [1989] .... Rosie (Olympia Dukakis)
- Pókok (Die Spinnen) [1989] .... Gertrud (Alice Treff)
- Vili, a veréb (Vili, a veréb) [1989] .... Verbéna
- Ébredések (Awakenings) [1990] .... Mrs. Lowe (Ruth Nelson)
- Házinyúlra nem lövünk (Sibling Rivalry) [1990] .... Rose Turner (Frances Sternhagen)
- Nicsak, ki beszél még! (Look Who's Talking Too) [1990] .... Rosie (Olympia Dukakis)
- A rémes lány (Das schreckliche Mädchen) [1990] .... Miss Juckenack, latin tanár (Barbara Gallauner)
- Sült zöld paradicsom (Fried Green Tomatoes) [1991] .... Ninny Threadgoode (Jessica Tandy)
- Nicsak, ki beszél most! (Look Who's Talking Now) [1993] .... Rosie (Olympia Dukakis)
- Happy, a flúgos golfos (Happy Gilmore) [1996] .... Gilmore nagyi (Frances Bay)
- Őslények országa 4. – Út a ködös völgybe (The Land Before Time IV: Journey Through the Mists) [1996] .... öreg nénje
- Titanic (Titanic) [1997] .... Rose idősen (Gloria Stuart)

### Sorozat
- Magyar népmesék
- Tövismadatak (The Thorn Birds) [1983] .... Mary Carson (Barbara Stanwyck)
- Csip-csup csodák (スプーンおばさん) [1983 – 1984] .... Kalán néni
- Hupikék törpikék (The Smurfs) [1981 – 1989] .... Nagyitörp
- A Guldenburgok öröksége (Das Erbe der Guldenburgs) [1987 – 1990] .... Herta von Guldenburg, geb. von Reichwaldt (Brigitte Horney)
- Eduard és barátai .... mesélő

## Hangjáték
- Földes Imre: Pántlika (1934)
- Andai Ernő: Május kisasszony (1935)
- Nyiri László: A lipcsei csata előtt (1941)
- Ivan Turgenyev: A huncut vidéki asszony (1946)
- Jean Anouilh: Euridike (1947)
- Jean Giraudoux: Trójában nem lesz háború (1947)
- Vera Ketlinszkaja: Az ifjú város (1949)
- Dékány András: A verbunkos cigány (1950)
- Illés Béla: Tűz Moszkva alatt (1950)
- Baróti Géza: Szalonkocsi (1953)
- Jókai Mór: Lunátikus Debrecenben (1958)
- Móra Ferenc: Ének a búzamezőkről (1961)
- Nyikolajeva-Geraszimov: Útközben (1961)
- Gárdonyi Géza: Az öreg tekintetes (1962)
- Jókai Mór: A kőszívű ember fiai (1962)
- Nyekraszov, Viktor: Hazatérés (1962)
- Bárány Tamás: A fiam nem a lányom (1964)
- Csehov, Anton Pavlovics: Platonov szerelmei (1964)
- Euripidész: Ion (1964)
- Gerelyes Endre: Vesd le még a bőröd is (1964)
- Gyárfás Miklós: A hűség útvesztőiben (1964)
- Kamondy László: Ember a küszöbön (1964)
- Moldova György: Sötét angyal (1964)
- Bokor Péter: Elloptak egy Nobel-díjat (1965)
- Lukianosz: Zeusz és társai (1965)
- Gergely Sándor: Szakadék szélén (1966)
- Dürrenmatt, Friedrich: A szamár árnyéka (1967)
- Hárs László: Elveszett a varázsgyűrű (1967)
- Janusz Krasinski: Sztriptíz (1967)
- Gabriela Zapolska: Dulska asszony erkölcse (1968)
- Hegedűs Géza: A veszedelem poétája (1968)
- Kozmac-Mejak: Tantadruj (1968)
- "Fölöttem csak a csillagvilágok..." - Rádiókompozíció Goethe műveiből (1969)
- Franz Werfel: A Musza Dagh negyven napja (1969)[16]
- Hárs László: Harc az osztályért (1969)
- Névaparti muzsikusok – Epizódok Pétervár zenei múltjából (1969)
- Christie, Agatha: Gyilkolni könnyű (1970)
- Fodor Mária: Délibáb (1970)
- Lawrence, Hilda: Sárga kesztyűk (1970)
- Christie, Agatha: Doktor Christow halála (1971)
- Székely Júlia: Chopin Párizsban (1971)
- G.B.Shaw: Szonettek fekete hölgye (1972)
- Hegedűs Géza: A szépséges Meluzina (1973)
- Móricz Zsigmond: Árvácska (1973)
- Zdenek Sverák: A három autó (1973)
- Mándy Iván: Tárgyak (1975)[17]
- Erich Kästner: Három ember a hóban (1976)
- Marék Antal: Röntgen, az X sugár felfedezője (1976)
- Móricz Zsigmond: Összemesélés (1976)
- Szakonyi Károly: Nő arcképe, háttérrel (1976)
- Cibula, Václav: Közönséges szombat (1977)
- Tolsztoj, Lev: Anna Karenina (1977)
- Bözödi György: Nyugtalan pásztorok (1978)
- Ulla Ryum: A félbeszakadt előadás (1979)
- Fallada, Hans: Halálodra magad maradsz (1980)
- Lengyel Péter: Cseréptörés (1980)
- Mándy Iván: A tengerbe esett férfi (1980)
- Török Gyula: A zöldköves gyűrű (1981)
- Iván Radoev: Az emberevő (1982)
- Zoltán Péter: Liszt Ferenc Szekszárdon (1984)
- Bogáti Péter: Az oroszlán is macska (1985)
- Eljössz hozzám karácsonykor? (1985)
- Fendrik Ferenc: Akar örökölni? (1985)
- Mándy Iván: Ismerkedő (1986)
- Mészöly Miklós: My Jo (1987)
- Móricz Zsigmond: Aranyos öregek (1987)
- Mándy Iván: Idegen pályaudvar (1990)
- Szép Ernő – Voltam (1990)
- Szakonyi Károly: A prágai szerelmesek (1993)

## Lemezek
- Ajándék volt minden perc és óra (1984)

## Díjai, elismerései
- Érdemes művész (1950)
- Kossuth-díj (1951, 1952)
- Kiváló művész (1954)

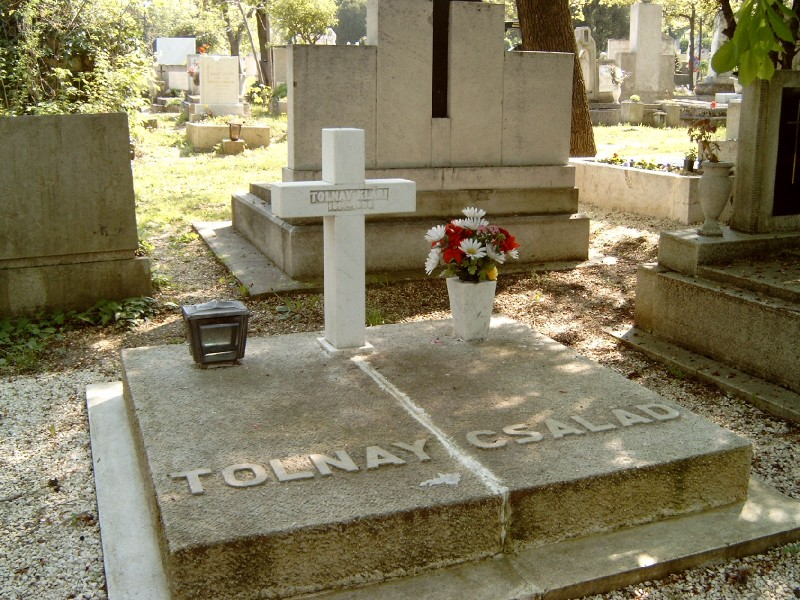
Sírja Budapesten. Farkasréti temető: 1-1-505/506.

- Magyar Filmkritikusok Díja ― Legjobb női alakítás díja (1965)
- Pro Arte-díj (1972)
- SZOT-díj (1972)
- Erzsébet-díj (1987)
- Magyar Művészetért díj (1990)
- A Magyar Köztársasági Érdemrend középkeresztje (1992)
- A Halhatatlanok Társulatának örökös tagja (1996)
- Budapest díszpolgára (1997)
- Magyar Örökség díj (1997)
- Déryné-díj (1997)
- Belváros-Lipótváros díszpolgára (1997)[18]
- Nógrád megye díszpolgára (1998)

## Emlékezete

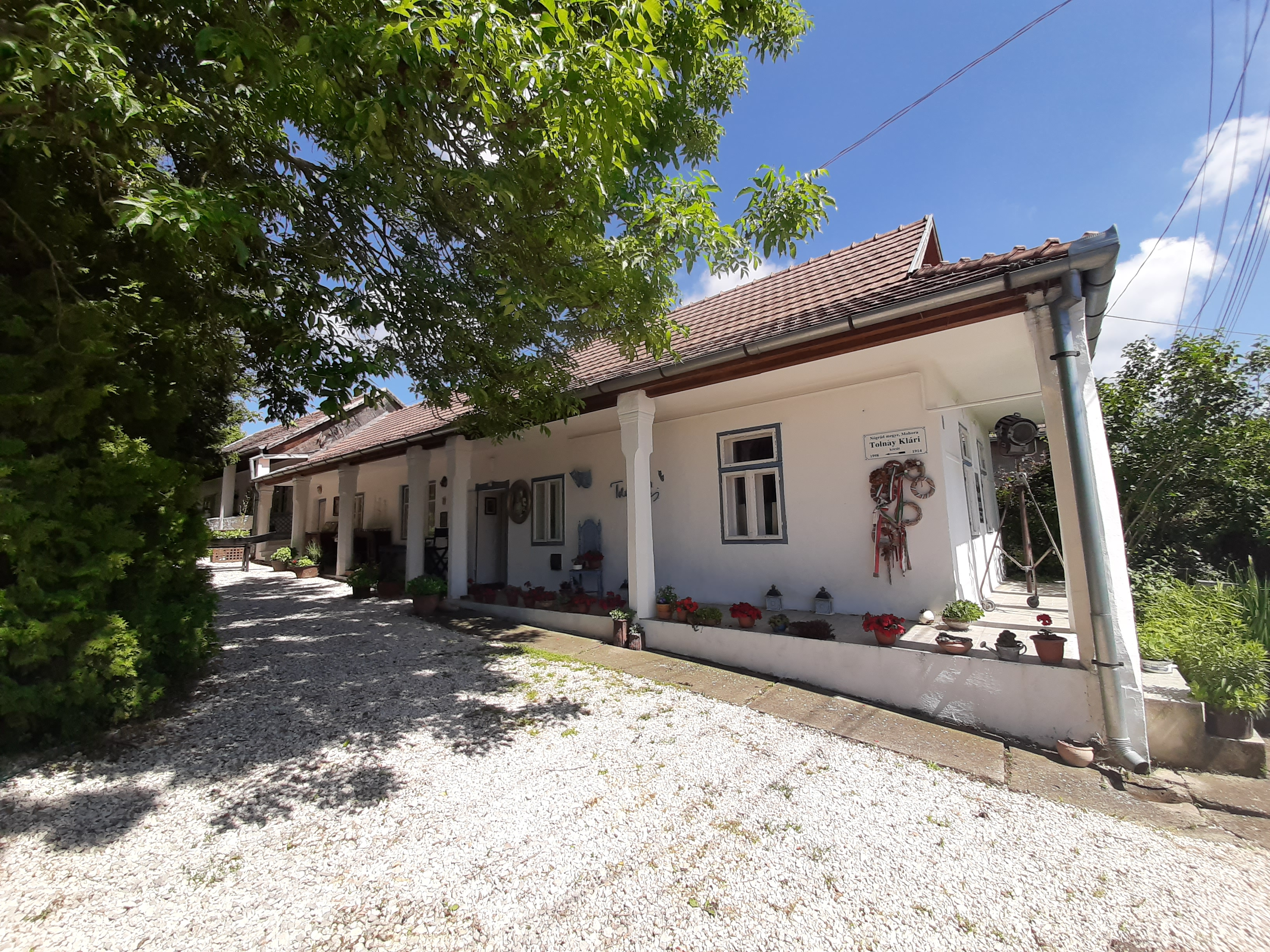
A mohorai Tolnay Klári Emlékház (2020)

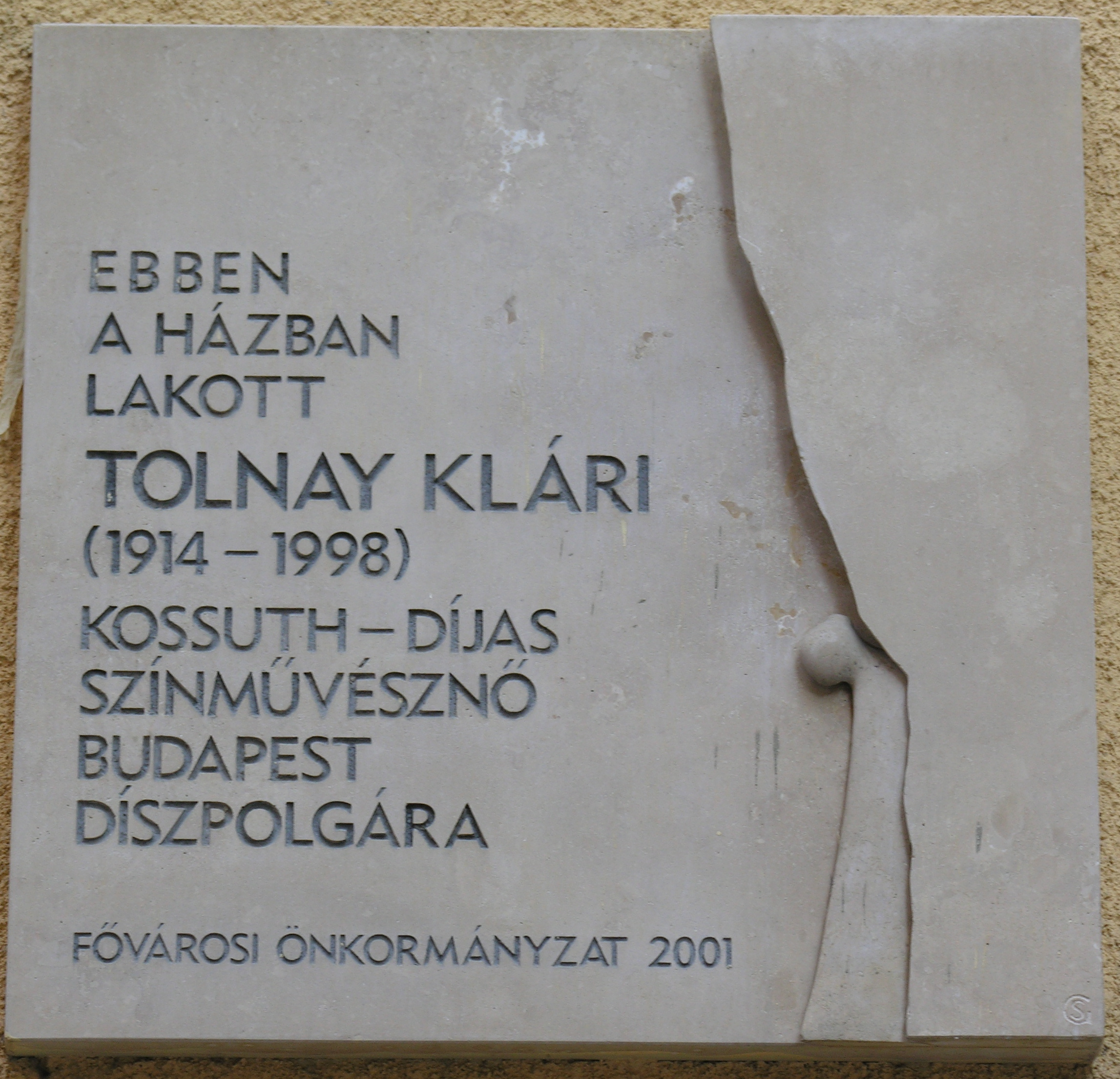
Tolnay Klári emléktáblája egykori lakhelyén, a Fejér György utca 6. szám alatt

- 2000-ben Mohorán emlékházat rendeztek be és szobrot emeltek tiszteletére.
- 2014-ben a POSZT keretein belül a Magyar Művészeti Akadémia Tolnay Klári-emlékérmet adott át a Madách Színháznak, Huszti Péter és Piros Ildikó színművészeknek.[19]
- Nevét a Madách Színház Tolnay Szalonja őrzi.
- 2014 Tolnay Klári-emlékév volt, amelynek keretében gálaműsorral ünnepelték a felejthetetlen színésznő születésének a 100. évfordulóját, olyan neves művészek közreműködésével, mint Piros Ildikó, Bencze Ilona, Bodrogi Gyula, Für Anikó, Koncz Gábor, Molnár Piroska, Rúzsa Magdi, Voith Ági és Sunyovszky Szilvia.[20]
- Születésének 100. évfordulójára a Magyar Posta Zrt. emlékbélyeget bocsátott ki emlékére.[21]
- 2014-ben díjat alapított emlékére a Tolnay Klári Kulturális és Művészeti Egyesület elnöksége. Az első két díjazott, Reviczky Gábor és Vándor Éva 2014. október 19-én vette át a kitüntetést.[22]

## Róla szóló művek
- https://www.tolnayklariemlekhaz.hu/
- Kőháti Zsolt: Tolnay Klári; Magyar Filmtudományi Intézet és Filmarchívum–NPI, Bp., 1980 (Filmbarátok kiskönyvtára)
- Tolnay Klári egyes szám első személyben; riporter Párkány László; Minerva, Bp., 1988
- Márai Sándor: Ismeretlen kínai költő Kr. után a XX. századból; közread. Tolnay Klári, szerk., képvál. Mészöly Dezső; Balassi, Bp., 1994
- Párkány László: Tolnay Klári egyes szám első személyben; bőv. kiad.; Codex Print, Bp., 1999 (Nemzeti könyvtár)
- Színháztörténeti Konferencia, 2014. Tolnay 100 – a 20. századi (színész)nő választásai. Konferencia a 20. századi magyar színészet, a színészek és közönségük történetéről, 2014. október 30-31. Vígszínház; szerk. Sirató Ildikó; Raszter, Csongrád, 2015
- Müller Péter: Halhatatlan szerelem; Rivaldafény, Bp., 2014
- Párkány László: Tolnay Klári és emlékkertészei (2014)
- Kelecsényi László: Négy király meg egy bubi (2016) című darabja róla szól[23]